# Chrysobothris eriogoni
Chrysobothris eriogoni es una especie de escarabajo del género Chrysobothris, familia Buprestidae. Fue descrita científicamente por Wescott en 2005.
Se encuentra en Oregón y Washington.